# Impact! Xplosion
Impact! Xplosion is een televisieprogramma in het professioneel worstelen dat geproduceerd werd door de Amerikaanse worstelorganisatie Impact Wrestling, met zowel hoogtepunten uit Impact! als exclusieve opgenomen wedstrijden. Het programma werd normaal gesproken geproduceerd voor internationale markten, met uitzending via Impact Plus met een paar dagen vertraging voor de Verenigde Staten. De show is geannuleerd in 2021 na 20 jaar uitzending. Xplosion is vervangen door Before The Impact (BTI). Gearchiveerde afleveringen worden nog steeds uitgezonden op geselecteerde internationale markten
Xplosion werd ook uitgezonden op Sony Ten in India.

## Formatie en geschiedenis

### 2002 - 2010
Xplosion was gelanceerd op 27 november 2002, als TNA's enige reguliere kabelshow, met exclusieve wedstrijden van het TNA Asylum, evenals exclusieve interviews met alle TNA Wrestling-persoonlijkheden.
Op 18 november 2004 werd de show vernieuwd als een samenvatting van Impact! in de wijzigen van het opnameschema. Echter, Xplosion hervatte het uitzenden van exclusieve wedstrijden (aangekondigd als "Xplosion Xclusives") nogmaals op 7 oktober 2005, naast het samenvatten van Impact!. De "Xplosion Xclusives" werden ook uitgezonden op de inmiddels gestaakte internetshow TNA Global Impact!.
De uitzendingen van Xplosion in de Verenigde Staten stopten eind 2006, hoewel enkele van de exclusieve wedstrijden te zien waren op TNA Today. Vanaf 22 december 2008 werden "Xplosion Xclusive" -wedstrijden ook gestreamd op de website en het YouTube-kanaal van de TNA.

### 2010 - 2014
De show werd vernieuwd op 14 juni 2010, opnames van de 300ste aflevering van Xplosion, met meer originele wedstrijden in plaats van een show met hoogtepunten, met Jeremy Borash en Mike Tenay als commentaar. Naast de formaatwijzigingen ontving Xplosion een nieuw logo, grafisch pakket en themamuziek uitgevoerd door Taproot

### 2014 - 2016
Xplosion werd opnieuw geformatteerd te beginnen met de aflevering van 31 mei 2014. De show is opnieuw geformatteerd met het oog op gezinnen, zoals deze op zaterdagochtend in het VK werd uitgezonden. Het werd nog steeds gehost door Jeremy Borash en biedt een mix van nieuwe en klassieke wedstrijden. Het segment Spin Cycle keerde ook een tijdje terug.

### 2017 - 2021
Begin 2017 veranderde TNA zijn naam in Impact Wrestling; en om deze verandering te weerspiegelen, werd de show geleidelijk bekend als simpelweg Xplosion (in plaats van TNA Xplosion). Later werd het omgedoopt tot Impact Xplosion. Op 10 oktober 2017 lanceerde Impact Wrestling zijn streamingdienst, het Global Wrestling Network (nu Impact Plus), met Xplosion als een van zijn programma's. Hierdoor is het programma voor het eerst sinds 2006 beschikbaar in de VS. Xplosion wordt samen met Impact opgenomen en wordt op woensdag 19:00 ET gestreamd op het Twitch-kanaal van Impact Wrestling en tegelijkertijd geüpload naar Impact Plus. Xplosion is ook terug te zien op FITE TV.
Op 26 maart 2021, werd Xplosion geannuleerd. Impact Wrestling wil zich meer focussen op hun pre-show genaamd Before The Impact (BTI).

## Commentatoren
| Commentatoren                  | Data                              |
| ------------------------------ | --------------------------------- |
| Mike Tenay en Don West         | 5 oktober 2002 - 13 augustus 2009 |
| Mike Tenay en Taz              | 20 augustus 2009 – 7 juni 2010    |
| Jeremy Borash en Taz           | 14 juni 2010 - 29 februari 2012   |
| Jeremy Borash en Eric Bischoff | 7 maart 2012 - 18 april 2012      |
| Jeremy Borash en Pat Kenney    | 8 mei 2012 - 31 oktober 2012      |
| Todd Keneley en Jeremy Borash  | 7 november 2012 - 5 juni 2013     |
| Jeremy Borash en Mike Tenay    | 12 juni 2013 - heden              |
| Josh Matthews en Matt Striker  | 25 november 2020 - heden          |